# 신드롬 (만화)
《신드롬》(Syndrome)은 제1회 팝툰 신인만화공모전 우수상을 수상한 작가인 이광열의 첫 장편 데뷔 작품이다. 각각의 에피소드마다 심리적인 증후군(신드롬)을 다루고 있다. 《팝툰》 30호(2008년 5월 15일)에서 연재를 시작하였다.

## 주요 등장인물
- 유미

퇴락한 3층 건물에 '이야기 들어주는 女子(여자)'라는 이야기를 들어주는 신기한 가게를 운영하고 있는 여자. 나무의 여자 친구이고, 미키 리를 어렸을 때 자신의 힘을 알게 해주 고마움으로 성공한 뒤의 유미의 뒤를 쫓고 있으나 아직은 베일에 싸여있는 여자이다.
- 나무

어렸을 때는 BMW로 등교하고 개인비서까지 대동할 정도로 잘사는 재벌집안이었지만, 양아치로 살다가 갑자기 어머니가 재산을 모두 가져간채로 행방 불명이 되어서 빈털터리가 되고 만다. 어렸을 때부터 유미와 사귀고 있다.
- 미키 리(Miky Lee)

어렸을 때는 만날 아이들에게 맞고 사는 아이였지만, 유미로 인해 자신의 힘을 깨닫게 되고 커서 뛰어난 이종 격투기 챔피언이 되고, 슈퍼 모델로도 변신하고, 액션 배우로도 큰 성공을 거둔, GQ 선정 가장 섹시한 남자 1위인 남자. 유미의 고마움을 잊지 못하고 고백했으나 이미 유미는 나무와 사귀고 있었고 ,아직도 그 아쉬움에 그녀의 뒤를 쫓고 있다. 현재 팝스타 힐라 로즈와 열애 중이다. 참고로 '미키'는 'Miracle'에서 따온 예명이다.

## 줄거리

### EPISODE. 01 이야기 들어주는 여자 (1) ~ (2)
톱스타 미키 리는 팝스타 힐라 로즈와 열애 중이지만 사귀는 와중에도 자신을 일깨워준 아이, 유미가 계속 머릿속에 떠오른다. 결국 그것 때문에 힐라는 화가 너무 나서 미키에게 당분간 떨어질 것을 요청한다. 한편, 미키는 수소문 끝에 유미가 한국에서 '이야기 들어주는 女子(여자)'라는 가게를 운영하고 있다는 사실을 알아내고, 그 가게로 무작정 들어가 유미를 찾지만 그 안에는 토끼탈을 쓴 한 여자만 있을 뿐이다. 150,000원을 내고 '1시간 동안 대화'를 신청한 미키는 자신의 어렸을 적의 얘기를 하고 가게를 나오게 된다. 결국 미키는 가게 안에 나무가 들어가는 것을 보고 그 여자가 자기가 찾던 유미라는 사실을 확실하게 알게 된다.
- 관련된 증후군 : 자이가르닉 신드롬

### EPISODE. 02 날아라 꾀꼬리 (1) ~ (3)
제12회 전국동요대회에서 대상을 차지한 놀라운 노래 실력을 갖추고 있지만 그 후로 계속 실패한 인생을 살아온 여자, 조수지. 현재 커피 전문점 C&T의 전국 꼴지 매장의 아르바이트 직원으로 일하고 있다. 어느 날, C&T의 한 매장에 회장 아들이 온다는 소문이 들고 그와 동시에 견습직원으로 나무와 신현석이 오게 된다. 수지를 포함한 직원들은 둘 중 하나가 회장 아들이라고 직감하고 환심을 사기 위해서 애를 쓴다. 그런데 수지는, 나무가 자신의 첫 면접시험 때 포르쉐를 몰고서 자기에게 물을 튀기고서 사과도 없이 사라진 양아치였던 것을 알아 차리고 나무의 뒤를 쫓지만 나무가 유미와 같이 있는 것을 알게 되고 다시 절망에 빠져든다. 다음 날, 무작정 유미의 가게로 오게 된 수지는 100,000원을 내고 '30분 동안 대화'를 신청하고 자신의 실패한 인생을 털어놓는다. 유미는 수지가 실력이 있지만 아직 운이 없는 여자임을 알게 되고, 유미의 격려로 수지는 힘차게 노래를 부르게 된다.
- 관련된 증후군 : 신데렐라 신드롬

### EPISODE. 03 Reflections Of My Life (1) ~ (4)
나무의 과거를 다룬 에피소드. 양아치로 살던 나무는 어느 날 아무런 이유도 없이 남자의 뒤통수를 술병으로 후려친다. 남자는 나무를 경찰서에 신고하지만 이미 나무는 몇번이나 사고를 쳤지만 어머니의 '뺵'으로 한번도 잡혀 간 적이 없는 양아치였다. 그 날도 어머니의 도움으로 쉽게 빠져 나올 것으로 생각하던 나무는 집안의 개인 변호사인 김 변호사에게 어머니가 모든 재산을 가지고 사라졌다는 충격적인 소식을 듣게 된다. 경찰은 휴대폰에 입력되어 있는 연락번호로 전화하지만 모두 회피하고 단 한 명, 헤어진 여자 친구 유미의 삐삐에만 연락이 남게 된다. 유미는 나무가 체포되었다는 소식을 듣고서 황급히 피해자의 어머니에게 달려든다. 하지만, 피해자의 어머니는 대형마트 비정규직 해고자로 이미 사람에 대한 신뢰가 무너진 상태. 유미는 거듭 사죄하지만 피해자의 어머니는 냉담하다. 그리고 같은 순간, 피해를 입은 남자는 사고의 충격으로 뇌에 이상이 생기게 된다. 결국, 피해자의 어머니는 아들의 수술을 위해 합의를 결정하게 된다. 그리고, 유미는 5년 동안 자신과 헤어진 나무에게 다시는 자기를 피하지 말라고 선언한다. 한편, 사라진 나무의 어머니는 정체를 알 수 없는 기계로 들어간다.

그리고 다시 현재, 유미와 나무는 평화로운 일상을 보내고 있다.
- 관련된 증후군 : 리셋 증후군
- 제목은 1960년대 결성된 5인조 밴드 마멀레이드(Manmalade)의 대표곡에서 따온 것이다.

## '이야기 들어주는 女子(여자)'의 메뉴
'이야기 들어주는 女子(여자)'는 유미가 운영하는 가게로 터무니 없이 비싼 가격이지만 항상 대화를 하는 사람에게 해결책을 제시한다.
- 대화 : 30분 - 100,000원, 1시간 - 150,000원, 2시간 - 250,000원
- 음료 : 수돗물 - 1,000원, 주스 - 8,000원, 커피 - 셀프 서비스

## 같이 보기
- 팝툰
- 팝툰 컬렉션